# Momères
Momères é uma comuna francesa na região administrativa de Occitânia, no departamento dos Altos Pirenéus. Estende-se por uma área de 2,34 km². Em 2010 a comuna tinha 775 habitantes (densidade: 331,2 hab./km²).